# Oppenweher Moor (Vogelschutzgebiet)
Das Gebiet Oppenweher Moor ist ein mit Verordnung von 2004 des Regierungspräsidiums Detmold ausgewiesenes und 2007 durch den Landkreises Diepholz erweitertes Europäisches Vogelschutzgebiet (Schutzgebietkennungen DE–3417-471 und DE–3416–302) im äußersten Nordosten des deutschen Landes Nordrhein-Westfalen sowie im Süden Niedersachsens.
Die Vogelschutzrichtlinie der Europäischen Union dient der Erhaltung der wildlebenden, im Gebiet ihrer Mitgliedsstaaten heimischen Vogelarten und der Regelung des Schutzes, der Bewirtschaftung und der Regulierung dieser Vögel, ihrer Eier und Lebensräume.

## Lage
Das insgesamt rund neun Quadratkilometer große Vogelschutzgebiet „Oppenweher Moor“ liegt im ostwestfälischen Kreis Minden-Lübbecke (4,71 km²) und im niedersächsischen Landkreis Diepholz (3,94 km²). Es erstreckt sich nördlich und südlich der Landesgrenze, nördlich des zur Gemeinde Stemwede gehörenden Ortsteils Oppenwehe, zwischen dem Dümmer im Westen, der Einheitsgemeinde Wagenfeld im Nordosten und der Stadt Rahden im Südosten.

## Beschreibung
Das Vogelschutzgebiet „Oppenweher Moor“ wird als „großes Moorgebiet mit ehemaligen Torfstichen, Hochmoorresten, Zwergstrauchheiden, Wollgras- und Pfeifengraswiesen“ beschrieben. Mit bedeutsamen Vorkommen von Übergangs- und Schwingrasenmooren, in denen auch Moorgewässer eingebettet sind, zählt es zu den bedeutendsten Moorbildungen Nordwest-Deutschlands. Es weist eine beeindruckende Anzahl landesweit gefährdeter Vogelarten auf.

### Lebensraumklassen
|                                            |                                            |  |      |      |
| N06 – Binnengewässer, stehend und fließend | N06 – Binnengewässer, stehend und fließend |  | 1 %  | 1 %  |
| N07 – Moore, Sümpfe, Uferbewuchs           | N07 – Moore, Sümpfe, Uferbewuchs           |  | 44 % | 44 % |
| N09 – Trockenrasen, Steppen                | N09 – Trockenrasen, Steppen                |  | 4 %  | 4 %  |
| N10 – Feuchtes und mesophiles Grünland     | N10 – Feuchtes und mesophiles Grünland     |  | 8 %  | 8 %  |
| N14 – Melioriertes Grünland                | N14 – Melioriertes Grünland                |  | 43 % | 43 % |
|                                            |                                            |  |      |      |

### Lebensraumtypen
- 3160 – Dystrophe (= braungefärbte) Stillgewässer: durch Huminsäuren braungefärbte Stillgewässer (Mooraugen, Teiche oder Seen) mit unterschiedlichen Nährstoffgehalten und niedrigem pH-Wert
- 4010 – Feuchte Heiden mit Glockenheide: Feuchte Zwergstrauchheiden und Heidevermoorungen im – hier – mitteleuropäischen Raum mit Glockenheide
- 6230 – Artenreiche Borstgrasrasen: durch Borstgras gekennzeichneten Magerrasen auf meist flachgründigen Böden über saurem Gestein oder Sanden in niederschlagsreichem Klima, in der Regel durch extensive Beweidung entstanden; typische Arten sind neben dem Borstgras beispielsweise Arnika, Heidelbeere oder Hunds-Veilchen
- 7120 – Renaturierungsfähige degradierte Hochmoore: Hochmoore, die in ihrem Wasserhaushalt beeinträchtigt oder teilweise abgetorft sind; sie sind zumindest in Teilbereichen auf natürlichem Wege regenerierbar; hochmoortypische Pflanzen machen wesentliche Teile der Vegetation aus
- 7140 – Übergangs- und Schwingrasenmoore: Moore und Schwingrasen auf Torfsubstraten mit oberflächennahem oder anstehendem, nährstoffarmem Grundwasser oder Verlandungsgürtel und Schwingrasenbildungen an Rändern huminsäurehaltiger oder nährstoffarmer Gewässer
- 91D0 – Moorwälder: Laub- und Nadelwälder – im Unterwuchs mit Torfmoosen und Zwergsträuchern – auf feucht-nassem Torfsubstrat, oft im Kontakt mit anderen Moorbiotoptypen oder im Randbereich der Moore

## Schutzzweck
Genereller Schutzzweck sind der Erhalt und die Optimierung einer Niederung mit Schwerpunkt auf großflächigem extensivem Grünland und
Wiederherstellung der Moore als Brut- und Rastgebiet vor allem für Kraniche, Wachtelkönige und Weißstörche.
Die gebietsbezogenen Erhaltungsziele sind je nach Art unterschiedlich beschrieben.

### Brutvögel

#### Baumfalke

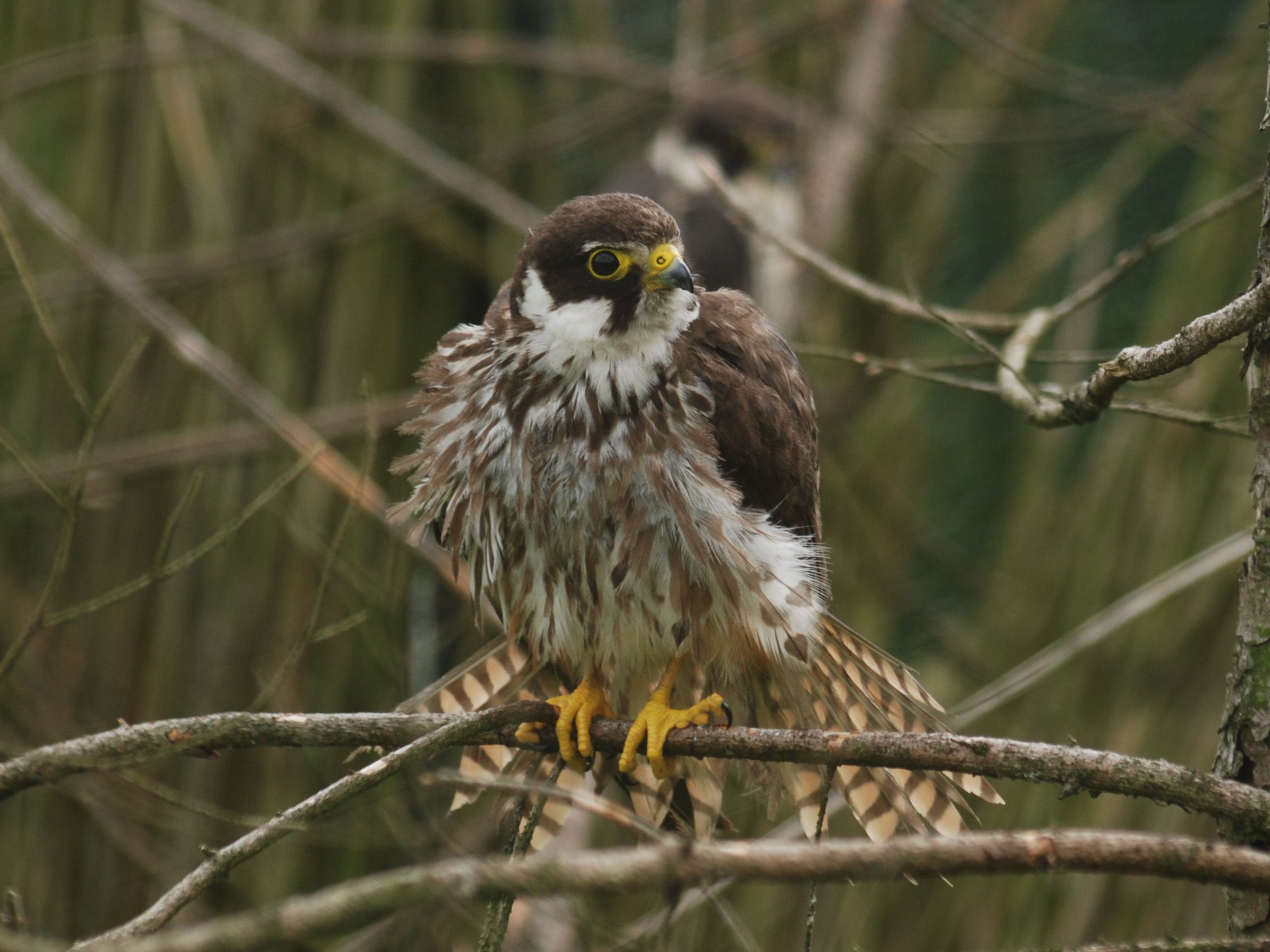
Baumfalke

Erhaltung von lichten Wäldern mit angrenzenden offenen Landschaften, von Altbäumen und Altholzinseln, von Überhältern, von Feldgehölzen oder Baumgruppen in Feldfluren oder entlang von Gewässern, von extensiv genutztem Grünland, von Gewässern mit strukturreichen Uferbereichen und Verlandungszonen, von Nistgelegenheiten wie Krähennester, des Nahrungsangebots, insbesondere mit Kleinvögeln und Großinsekten sowie störungsfreier oder zumindest störungsarmer Fortpflanzungsstätten während der Fortpflanzungszeit vom 15. April bis zum 15. September.

#### Bekassine

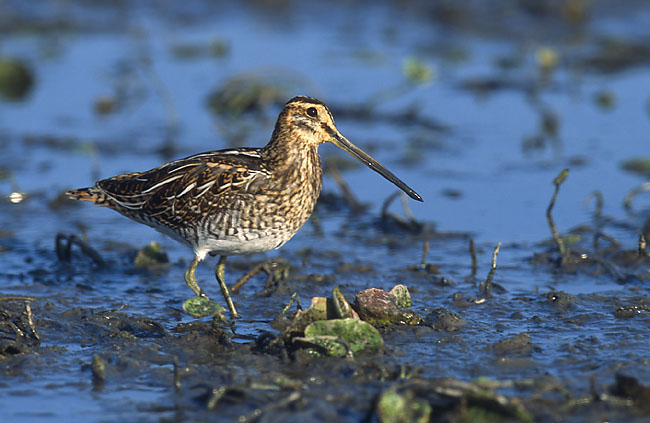
Bekassine

Erhaltung der Feuchtwiesenkomplexe, insbesondere mit Streuwiesen oder extensiv genutzten Nasswiesen, der naturnahen Moore, der Verlandungszonen stehender Gewässer mit lichtem Schilfröhricht oder Seggenrieden, der Lebensräume ohne Gefahrenquellen wie Freileitungen, Erhaltung von zeitweise überschwemmten Senken, nassen Ackerbereichen und ständig Wasser führenden Gräben, von Gras-, Röhricht- und Staudensäumen sowie Erhaltung störungsfreier oder zumindest störungsarmer Fortpflanzungsstätten während der Fortpflanzungszeit vom 15. Februar bis zum 15. August.

#### Blaukehlchen
Erhaltung der Verlandungszonen, Schilfröhrichte und feuchten lockeren Weidengebüsche, der Fließgewässer und ihrer Auen, Erhaltung von reich strukturierten Grabenrändern, Dämmen und Böschungen, von frühen Sukzessionsstadien, von Sekundärlebensräumen wie aufgelassene Sand-, Lehm- und Kiesgruben mit vorgenannten Lebensstätten, des Nahrungsangebots, insbesondere mit Insekten und deren Larven sowie die Erhaltung störungsfreier oder zumindest störungsarmer Fortpflanzungsstätten während der Fortpflanzungszeit vom 15. März bis zum 15. August

#### Braunkehlchen

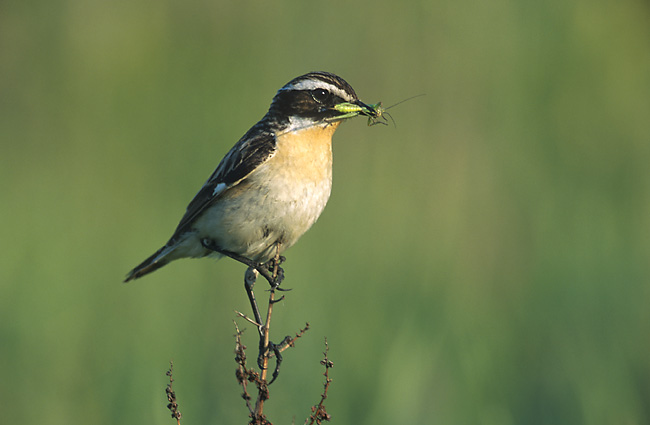
Braunkehlchen

Erhaltung von überwiegend spät gemähten extensiv bewirtschafteten Grünlandkomplexen, insbesondere mit Streuwiesenanteilen, Erhaltung der Großseggenriede, Moore und Heiden, von Saumstreifen wie Weg- und Feldraine sowie Rand- und Altgrasstreifen, aber auch von Brachen und gehölzfreien Böschungen, von vereinzelten Büschen, Hochstauden, Steinhaufen und anderen als Jagd-, Sitz- und Singwarten geeigneten Strukturen, von Sekundärlebensräumen wie aufgelassene Abbaustätten mit vorgenannten Lebensstätten, Erhaltung des Nahrungsangebots, insbesondere mit Insekten sowie Erhaltung störungsfreier oder zumindest störungsarmer Fortpflanzungsstätten während der Fortpflanzungszeit (1. Mai bis 31. August)

#### Großer Brachvogel

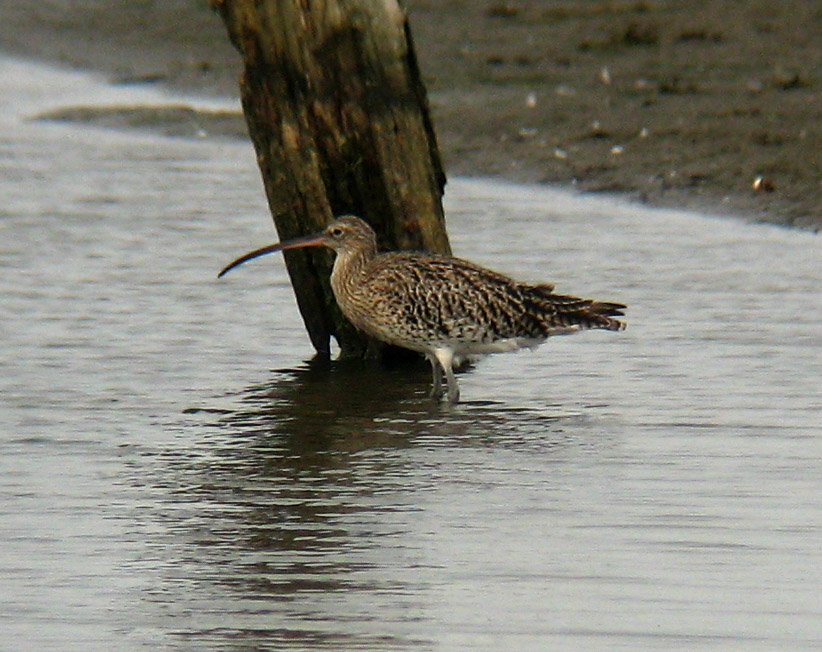
Großer Brachvogel

Erhaltung von weiträumigen, offenen und unzerschnittenen Kulturlandschaften ohne Sichtbarrieren, von Grünland, insbesondere von extensiv genutzten Wiesen, von zeitlich differenzierten Nutzungen in Niederungswiesenkomplexen, von nassen Bodenverhältnissen mit weichem, stocherfähigem Untergrund, von hohen Grundwasserständen, Erhaltung der naturnahen Moore, Erhaltung der Seggenriede, der Lebensräume ohne Gefahrenquellen wie Freileitungen und Drahtzäune, Erhaltung des Nahrungsangebots, insbesondere mit Insekten, Würmern und kleineren Wirbeltieren sowie Erhaltung störungsfreier oder zumindest störungsarmer Fortpflanzungsstätten während der Fortpflanzungszeit (1. Februar bis 31. August).

#### Kiebitz

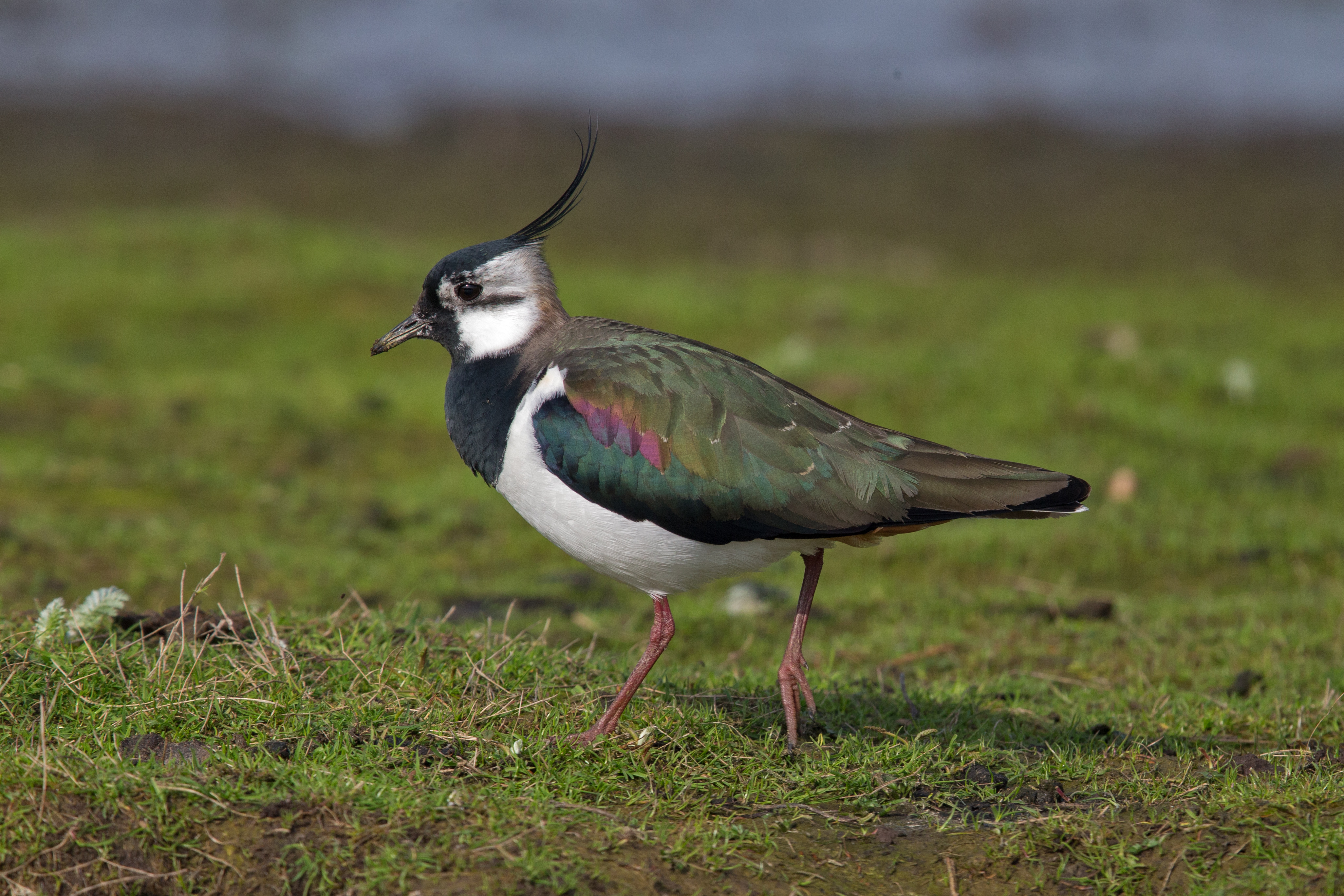
Kiebitz

Erhaltung von weiträumigen offenen Kulturlandschaften, Viehweiden, mageren Wiesen mit lückiger Vegetationsstruktur, Grünlandbrachen, Ackerland mit später Vegetationsentwicklung und angrenzendem Grünland, von Flutmulden, zeitweise überschwemmten Senken und nassen Ackerbereichen, Erhaltung der extensiv genutzten Feuchtwiesenkomplexe, der naturnahen Flussniederungen, der Gewässer mit Flachufern sowie Erhaltung störungsfreier oder zumindest störungsarmer Fortpflanzungsstätten während der Fortpflanzungszeit vom 1. Februar bis zum 31. August.

#### Knäkente
Erhaltung der eutrophen vegetationsreichen Flachwasserseen, Kleingewässer und von Wasser führenden Gräben, der zur Brutzeit überschwemmten Wiesenbereiche und Sümpfe, der Verlandungsbereiche mit Röhrichten, Seggenrieden und Flachwasserzonen, Erhaltung störungsfreier oder zumindest störungsarmer Fortpflanzungs- bzw. Mauserstätten während der Brut- und Aufzuchtszeit (15. April bis 15. September) und Mauser (15. Juni bis 15. September), Erhaltung des im Mündungsbereich langsam fließenden Baches mit Flachwasserzonen sowie Erhaltung von Sekundärlebensräumen wie Regenüberlaufbecken mit vorgenannten Lebensstätten.

#### Kranich
Erhaltung großräumiger, offener Landschaften mit freien Sichtverhältnissen und Flugkorridoren, Erhaltung und Entwicklung von geeigneten Nahrungsflächen im Bereich von potenziellen Brutplätzen sowie Vermeidung von Störungen an Brut-, Rast-, Nahrungs- und Schlafplätzen

#### Krickente

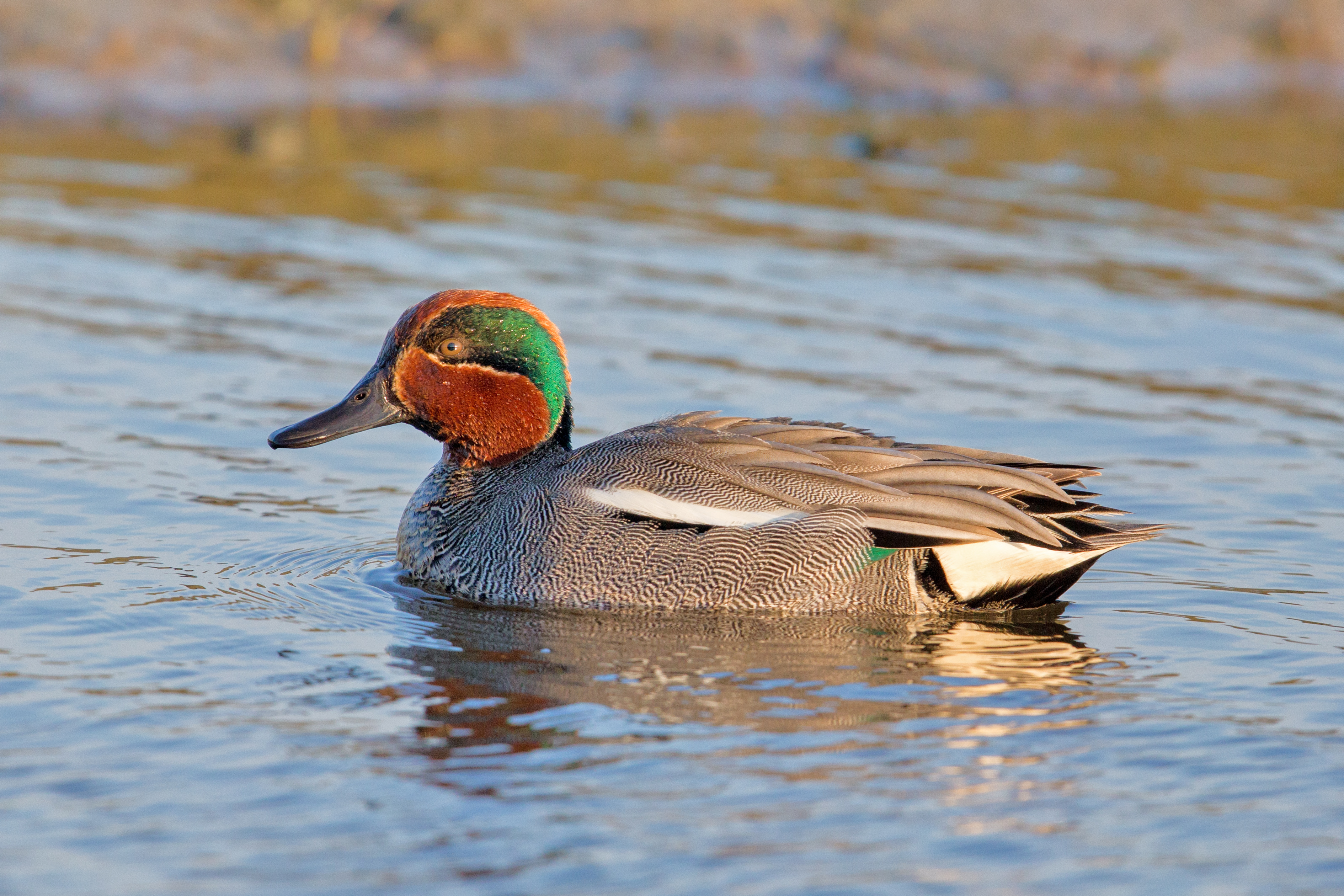
Krickente

Erhaltung der eutrophen vegetationsreichen Flachwasserseen, Kleingewässer und von Wasser führenden Feuchtwiesengräben, der langsam fließenden Gewässer mit Flachwasserzonen, der vegetationsreichen Moorseen, der Verlandungsbereiche mit Röhrichten, Seggenrieden, wasserständigen Gehölzen, Schlickflächen und Flachwasserzonen, Erhaltung von Sekundärlebensräumen wie aufgelassene Abbaustätten mit vorgenannten Lebensstätten sowie Erhaltung störungsfreier oder zumindest störungsarmer Fortpflanzungs- bzw. Mauserstätten während der Brut- und Aufzuchtszeit (15. März bis 31. August) sowie der Mauser (1. Juli bis 30. September).

#### Löffelente
Erhaltung des eutrophen vegetationsreichen Flachwassersees, der Kleingewässer und von Wasser führenden Feuchtwiesengräben, Erhaltung der Verlandungsbereiche mit Röhrichten, Seggenrieden, Schlickflächen und Flachwasserzonen sowie Erhaltung störungsfreier oder zumindest störungsarmer Fortpflanzungs- bzw. Mauserstätten während der Brut- und Aufzuchtszeit (15. April bis 15. September) sowie der Mauser (15. Juli bis 15. September).

#### Neuntöter
Erhaltung von extensiv bewirtschafteten Streuobst-, Grünland- und Heidegebieten, von Nieder- und Mittelhecken aus standortheimischen Arten, insbesondere dorn- oder stachelbewehrte Gehölze, Erhaltung der Streuwiesen und offenen Moorränder, Erhaltung von Einzelbäumen und Büschen in der offenen Landschaft, von Feldrainen, Graswegen, Ruderal-, Staudenfluren und Brachen, Acker- und Wiesenrandstreifen, von Sekundärlebensräumen wie aufgelassene Abbaustätten mit vorgenannten Lebensstätten sowie Erhaltung des Nahrungsangebots, insbesondere mit größeren Insekten.

#### Pirol

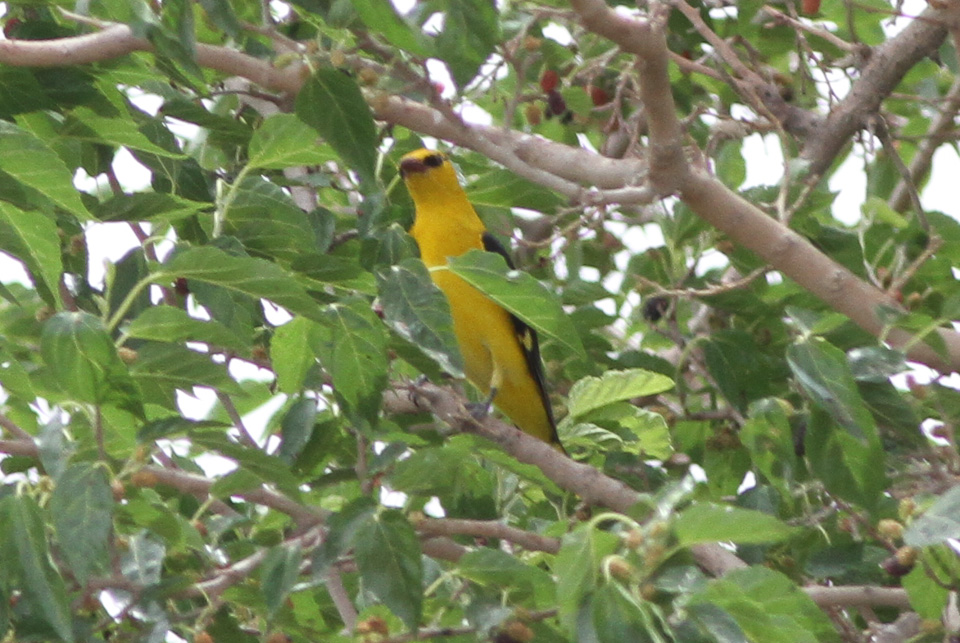
Pirol

Erhaltung und Entwicklung von lebensraumtypischen Weichholz- und Hartholzauenwäldern, Bruchwäldern sowie von lichten feuchten Laubmischwäldern mit hohen Altholzanteilen, Erhaltung und Entwicklung von feuchten Feldgehölzen, Parkanlagen mit alten hohen Baumbeständen, Verbesserung des Wasserhaushaltes zur Stabilisierung eines lebensraumtypischen Wasserstandes in Feucht- und Auwäldern sowie Verbesserung des Nahrungsangebotes im Umfeld der Brutplätze.
Der Pirol war 1990 der „Vogel des Jahres“ in Deutschland.

#### Raubwürger

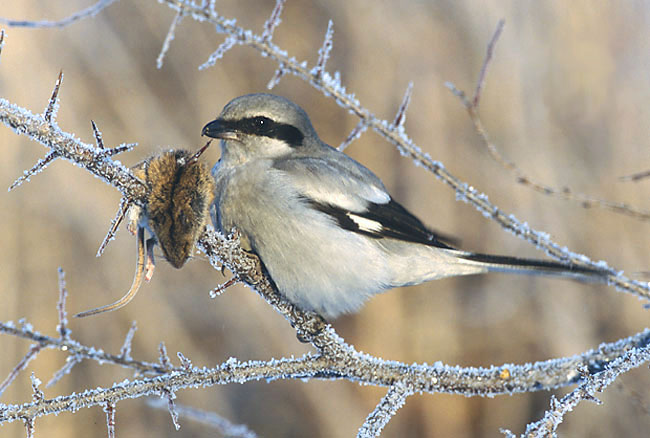
Raubwürger

Erhaltung von ausgedehnten extensiv bewirtschafteten Streuobstwiesen mit zahlreichen Büschen, von Heckengebieten mit den dortigen Kleinstrukturen wie Steinriegelhecken, kleinflächige Brachen, sumpfige Senken, Einzelbüsche und -bäume, unbefestigte Feldwege, Erhaltung der beweideten Wacholderheiden mit Busch- und Baumgruppen, Erhaltung von magerem Grünland, von Ödland- und Bracheflächen sowie Saumstreifen, Erhaltung der Moore mit Büschen und Bruchwaldinseln, der quelligen Stellen und sumpfigen Senken, Erhaltung von unzerschnittenen Landschaften, insbesondere ohne befestigte Wege und Straßen, Erhaltung des Nahrungsangebots, insbesondere mit Kleinsäugern und Großinsekten sowie Erhaltung störungsfreier oder zumindest störungsarmer Fortpflanzungsstätten während der Fortpflanzungszeit vom 15. Februar bis zum 15. Juli

#### Rotschenkel
Erhaltung und Entwicklung von feuchten Extensivgrünländern, Überschwemmungsflächen, Mooren sowie von Feuchtgebieten mit Flachwasserzonen und Schlammflächen, Vermeidung der Zerschneidung und Verinselung der Lebensräume, Verbesserung des Wasserhaushaltes zur Stabilisierung eines hohen Grundwasserstandes in Feuchtgebieten und Grünländern, Anlage von Kleingewässern und Flachwassermulden, Extensivierung der Grünlandnutzung (kein Walzen nach dem 15. März, möglichst keine Beweidung oder geringer Viehbesatz bis zum 15. Juni, Mahd erst ab dem 15. Juni, reduzierte Düngung, keine Pflanzenschutzmittel), Sicherung der Brutplätze sowie Vermeidung von Störungen an den Brutplätzen (März bis Juni) sowie an Rast- und Nahrungsflächen

#### Schwarzkehlchen

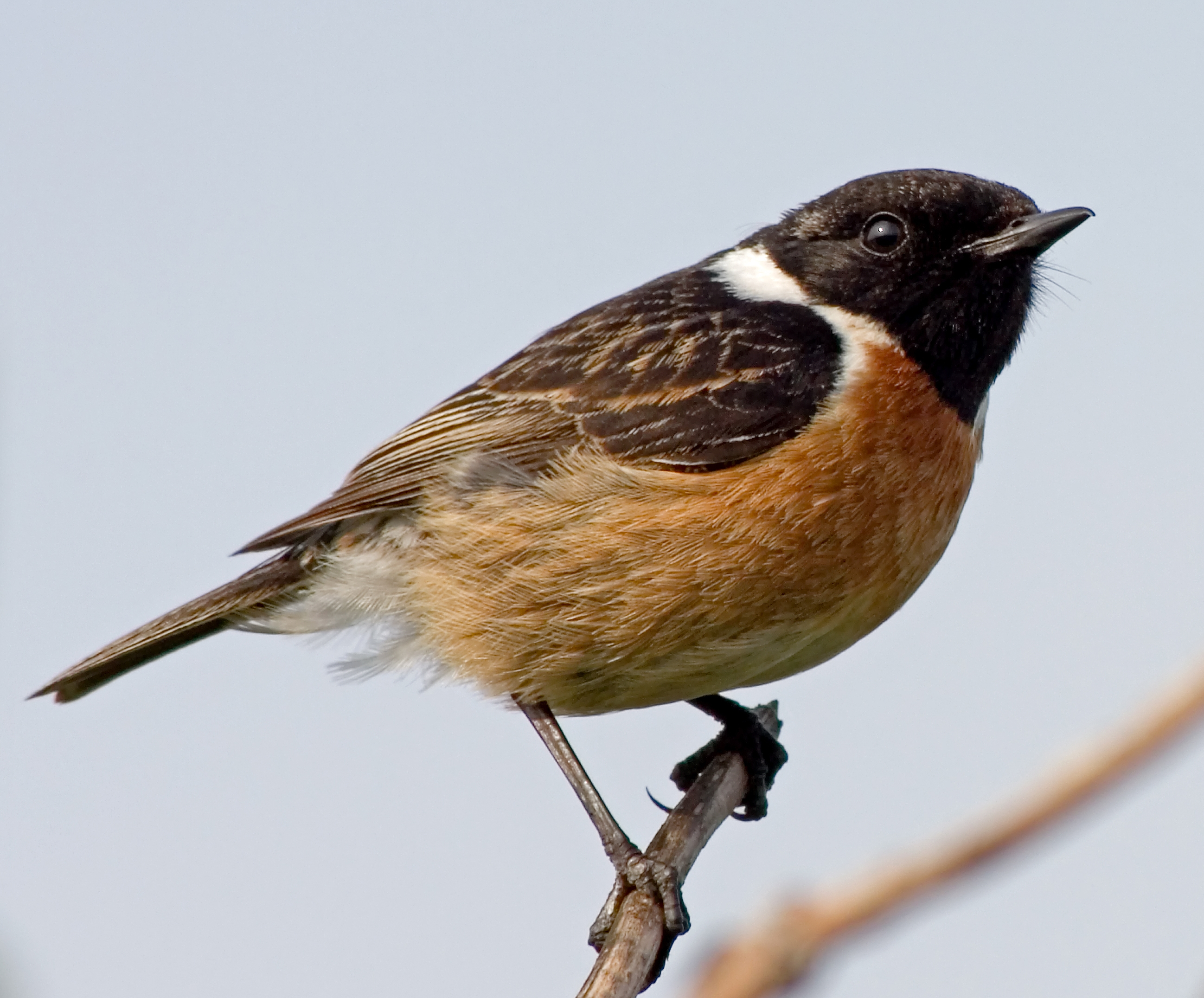
Schwarzkehlchen

Erhaltung der Heiden und Moore, der Ried- und Streuwiesen, Erhaltung von Weg- und Feldrainen, Saumstreifen, Böschungen, kleineren Feldgehölzen, unbefestigten Feldwegen, Rand- und Altgrasstreifen sowie von Brachflächen, von vereinzelten Büschen, Hochstauden, Steinhaufen und anderen als Jagd-, Sitz- und Singwarten geeigneten Strukturen, von Sekundärlebensräumen wie aufgelassene Abbaustätten mit vorgenannten Lebensstätten sowie Erhaltung des Nahrungsangebots, insbesondere mit Insekten und Spinnen

#### Schwarzspecht
Erhaltung und Entwicklung von lebensraumtypischen Laub- und Mischwäldern mit hohen Alt- und Totholzanteilen, Vermeidung der Zerschneidung der besiedelten Waldgebiete, Erhaltung und Entwicklung von sonnigen Lichtungen, Waldrändern, lichten Waldstrukturen und Kleinstrukturen als Nahrungsflächen, Verbesserung des Nahrungsangebotes, Erhaltung von Höhlenbäumen sowie Förderung eines dauerhaften Angebotes geeigneter Brutbäume sowie Vermeidung von Störungen an den Brutplätzen (März bis Juni)

#### Wachtelkönig

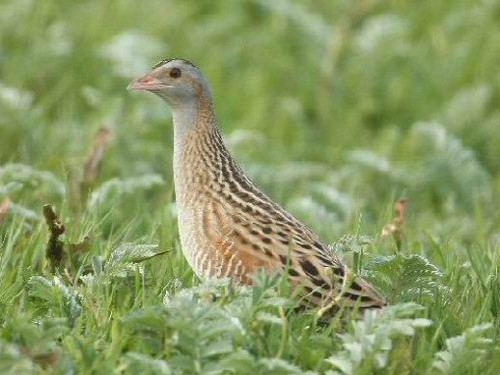
Wachtelkönig

Erhaltung von strukturreichem und extensiv genutztem Grünland, insbesondere mit Streuwiesen oder Nasswiesen, von Mauser- und Ausweichplätzen wie Gras-, Röhricht- und Staudensäume, Brachen, von einzelnen niedrigen Gebüschen und Feldhecken, von Bewirtschaftungsformen mit später Mahd ab dem 15. August, von frischen bis nassen Bodenverhältnissen, Erhaltung der Lebensräume ohne Gefahrenquellen wie Freileitungen, des Nahrungsangebots, insbesondere mit Insekten, Schnecken und Regenwürmern sowie Erhaltung störungsfreier oder zumindest störungsarmer Fortpflanzungsstätten während der Fortpflanzungszeit vom 15. April bis zum 15. August

#### Weißstorch
Erhaltung von weiträumigem, extensiv genutztem Grünland mit Feuchtwiesen und Viehweiden, von zeitlich differenzierten Nutzungen im Grünland, von Gras-, Röhricht- und Staudensäumen, insbesondere in Verbindung mit Wiesengräben, von hohen Grundwasserständen, Erhaltung der Niedermoore, Kleingewässer, Wassergräben und von zeitweilig überschwemmten Senken, der Lebensräume ohne Gefahrenquellen wie nicht vogelsichere Freileitungen und ungesicherte Schornsteine, der Horststandorte und Nisthilfen sowie Erhaltung des Nahrungsangebots, insbesondere mit Kleinsäugern, Amphibien, Reptilien, großen Insekten und Würmern

#### Wiesenpieper
Erhaltung und Entwicklung von extensiv genutzten, feuchten Offenlandflächen mit insektenreichen Nahrungsflächen (zum Beispiel Nass-, Feucht-, Magergrünländer, Brachen, Heideflächen und Moore), die Verbesserung des Wasserhaushaltes zur Stabilisierung eines hohen Grundwasserstandes in Grünländern sowie die Extensivierung der Grünlandnutzung

### Zugvögel

#### Bruchwasserläufer
Erhaltung von weiträumigen offenen Kulturlandschaften, Viehweiden, mageren Wiesen mit lückiger Vegetationsstruktur, Grünlandbrachen, Ackerland mit später Vegetationsentwicklung und angrenzendem Grünland, von Flutmulden, zeitweise überschwemmten Senken und nassen Ackerbereichen, Erhaltung der extensiv genutzten Feuchtwiesenkomplexe, der naturnahen Flussniederungen, der Gewässer mit Flachufern sowie Erhaltung störungsfreier oder zumindest störungsarmer Fortpflanzungsstätten während der Fortpflanzungszeit vom 1. Februar bis zum 31. August

#### Grünschenkel
Erhaltung und Entwicklung von geeigneten Nahrungsflächen, Erhaltung und Entwicklung von dynamischen Auenbereichen und großflächigen Feuchtgebieten mit einer naturnahen Überflutungsdynamik, Verbesserung des Wasserhaushaltes zur Stabilisierung eines hohen Grundwasserstandes in Feuchtgebieten, Anlage von Kleingewässern und Flachwassermulden sowie Vermeidung von Störungen an Rast- und Nahrungsflächen

#### Kampfläufer

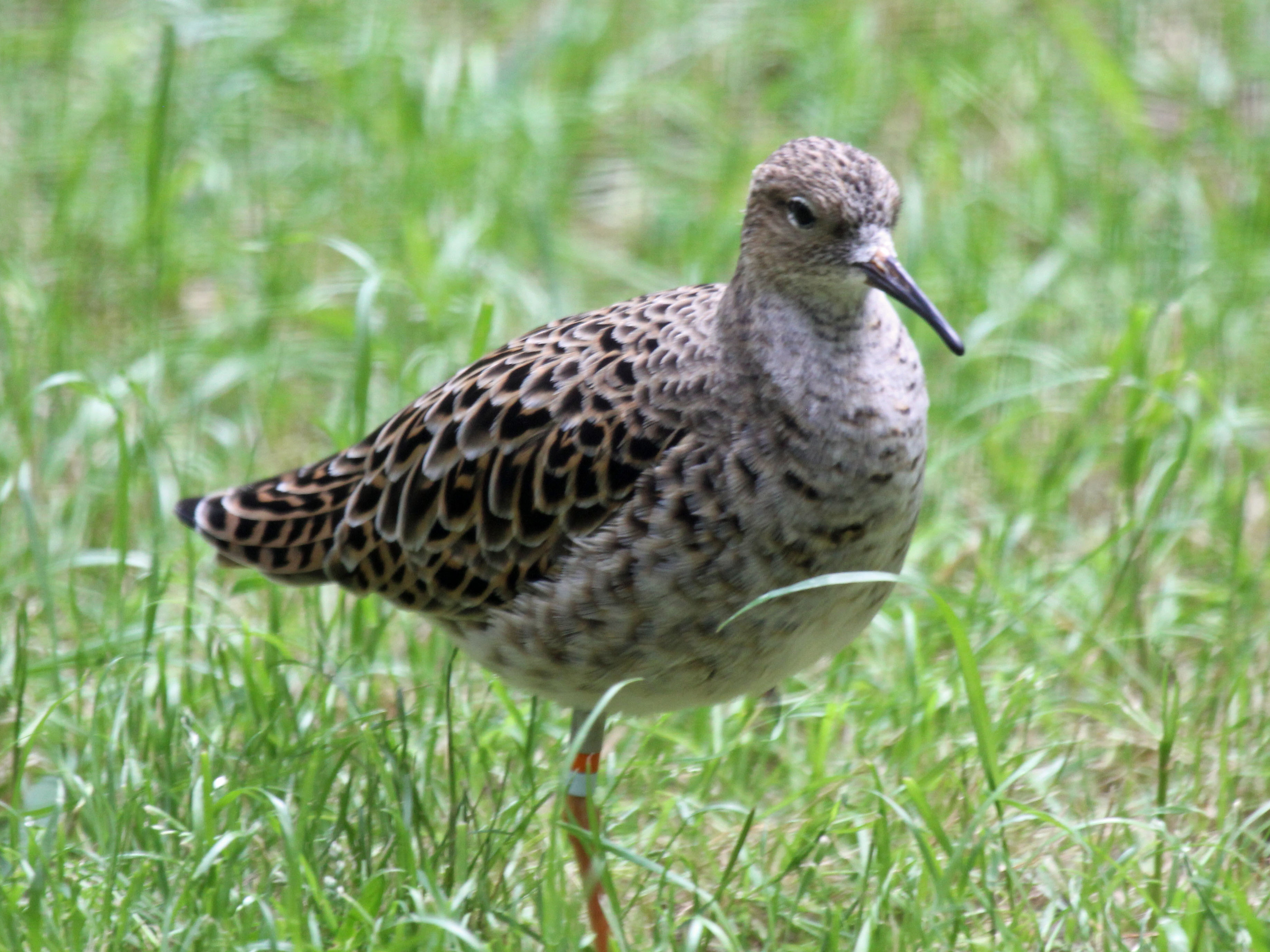
Kampfläufer

Erhaltung von weiträumigen offenen Kulturlandschaften, Viehweiden, mageren Wiesen mit lückiger Vegetationsstruktur, Grünlandbrachen, Ackerland mit später Vegetationsentwicklung und angrenzendem Grünland, von Flutmulden, zeitweise überschwemmten Senken und nassen Ackerbereichen, Erhaltung der extensiv genutzten Feuchtwiesenkomplexe, der naturnahen Flussniederungen, der Gewässer mit Flachufern sowie Erhaltung störungsfreier oder zumindest störungsarmer Fortpflanzungsstätten während der Fortpflanzungszeit vom 1. Februar bis zum 31. August

#### Kornweihe
Erhaltung der Feuchtgebiete mit Verlandungszonen, Röhrichten, Großseggenrieden, Streuwiesen, von Agrarlandschaften mit Grünland, Äckern und Brachen, Erhaltung der Lebensräume ohne Gefahrenquellen wie nicht vogelsichere Freileitungen und Windkraftanlagen sowie störungsfreier oder zumindest störungsarmer Rast- und Schlafplätze

#### Rohrweihe
Erhaltung der Verlandungszonen, Röhrichte und Großseggenriede, der Feuchtwiesenkomplexe, insbesondere mit Streuwiesen oder extensiv genutzten Nasswiesen, der Lebensräume ohne Gefahrenquellen wie nicht vogelsichere Freileitungen und Windkraftanlagen, Erhaltung von Gras- und Staudensäumen, von Sekundärlebensräumen wie aufgelassene Abbaustätten mit vorgenannten Lebensstätten sowie Erhaltung störungsfreier oder zumindest störungsarmer Fortpflanzungsstätten während der Fortpflanzungszeit vom 15. März bis zum 15. September

#### Rotmilan

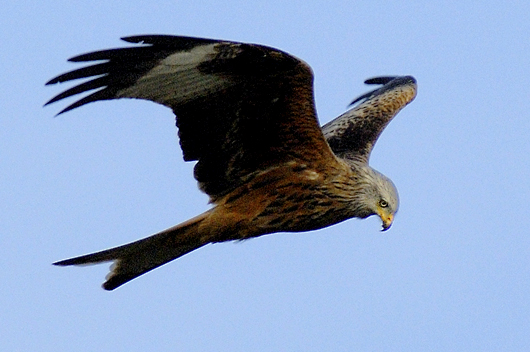
Rotmilan

Erhaltung von vielfältig strukturierten Kulturlandschaften mit lichten Waldbeständen, von Feldgehölzen, großen Einzelbäumen und Baumreihen in der offenen Landschaft, von Grünland, von Altholzinseln und alten, großkronigen Bäumen mit freier Anflugmöglichkeit, Erhaltung der Bäume mit Horsten, der Lebensräume ohne Gefahrenquellen wie nicht vogelsichere Freileitungen und Windkraftanlagen sowie die Erhaltung störungsfreier oder zumindest störungsarmer Fortpflanzungsstätten während der Fortpflanzungszeit vom 1. März bis zum 31. August

#### Sumpfohreule
Erhaltung großräumiger, offener Landschaften, insbesondere in den Bordelandschaften, Erhaltung und Entwicklung potenziell besiedelbarer Bruthabitate in Heide- und Moorgebieten, Erhaltung und Entwicklung von geeigneten Nahrungsflächen sowie Verbesserung des Nahrungsangebotes

#### Waldwasserläufer

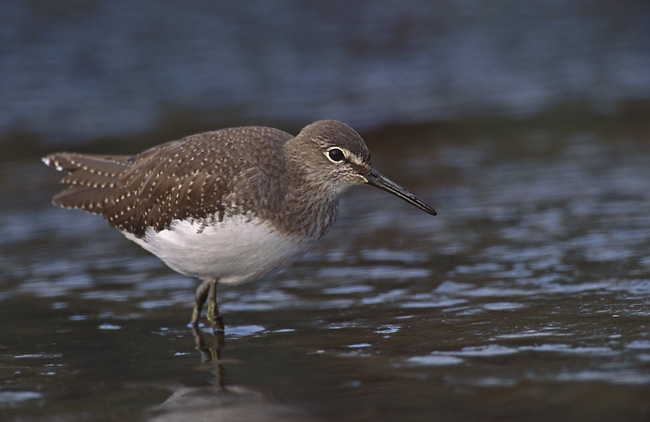
Waldwasserläufer

Erhaltung und Entwicklung von geeigneten Nahrungsflächen, Erhaltung und Entwicklung von dynamischen Auenbereichen und großflächigen Feuchtgebieten mit einer naturnahen Überflutungsdynamik, Verbesserung des Wasserhaushaltes zur Stabilisierung eines hohen Grundwasserstandes in Feuchtgebieten, Anlage von Kleingewässern und Flachwassermulden sowie Vermeidung von Störungen an Rast- und Nahrungsflächen

#### Zwergschnepfe
Erhaltung und Entwicklung von geeigneten Nahrungsflächen, Erhaltung und Entwicklung von dynamischen Auenbereichen und großflächigen Feuchtgebieten mit einer naturnahen Überflutungsdynamik, Verbesserung des Wasserhaushaltes zur Stabilisierung eines hohen Grundwasserstandes in Feuchtgebieten; ggf. Renaturierung und Wiedervernässung, Anlage von Kleingewässern und Flachwassermulden sowie Vermeidung von Störungen an Rast- und Nahrungsflächen

## Zusammenhang mit anderen Schutzgebieten
Mit dem Vogelschutzgebiet „Oppenweher Moor“ sind folgende, zusammenhängende Schutzgebiete ausgewiesen:
- Naturschutzgebiet Oppenweher Moor
- Naturschutzgebiet Oppenweher Moorlandschaft
- FFH-Gebiet Oppenweher Moor
- Naturpark Dümmer

## Infopavillon und Wanderwege
Im Schutzgebiet sind fünf Rundwanderwege angelegt. Sie ermöglichen dem Besucher, seltene Tiere und Pflanzen zu beobachten. Ein Vogelbeobachtungsturm im Süden des Moores bietet überdies einen weiten Blick in das Zentrum des Gebietes hinein. Im Infopavillon „Moorblick“ wird die Geschichte des Moores und Interessantes über dessen Entstehung und Bedeutung dargestellt.